# Elaphoglossum lindigii
Elaphoglossum lindigii là một loài thực vật có mạch trong họ Lomariopsidaceae. Loài này được (H. Karst.) T. Moore mô tả khoa học đầu tiên năm 1862.